# Árpád Bogdán
Árpád Bogdán, né le 13 juin 1976 à Nagykanizsa, est un réalisateur hongrois.

## Filmographie
- 2018 : Gettó Balboa (Documentaire)
- 2018 : Genesis
- 2007 : Boldog új élet

## Récompenses
- Berlinale
  - Prix Manfred Salzgeber - Mention spéciale pour Boldog új élet en 2007
- Festival international du film de Sofia
  - Prix spécial du jury pour Genesis en 2018
- Festival international du film politique de Carcassonne
  - Mention spécial du jury pour Genesis en 2018